# Daniel Radcliffe
Daniel Jacob Radcliffe, född 23 juli 1989 i Fulham i London, är en brittisk skådespelare.

## Biografi
Radcliffe föddes i Fulham, London. Hans mor, Marcia Jeannine Gresham, är född i Sydafrika och är av judisk börd. Hans far, Alan George Radcliffe, är nordirländsk.
Radcliffe är mest känd för huvudrollen Harry Potter i Harry Potter-filmerna, baserade på böckerna författade av J.K. Rowling.
Han var nio år gammal när han inledde sin filmkarriär i Dickens-filmatiseringen David Copperfield, där han fick sin roll redan efter ett par provtagningar.
Han medverkade 2007 i pjäsen Equus. Den har blivit mycket omtalad eftersom Radcliffe spelade en mentalt störd tonåring som var besatt av hästar och var naken på scen. Laura O'Toole som spelade den kvinnliga huvudrollen i Equus, var även Radcliffes flickvän åren 2007–2008. Efter att ha spelat i Equus i två år hoppade Radcliffe av för att spela in de sista Harry Potter-filmerna, och ersattes våren 2009 av Alfie Owen-Allen. 2011 debuterade Radcliffe på Broadway i huvudrollen som J. Pierrepont Finch i pjäsen How to Succeed in Business Without Really Trying.
Radcliffe var Storbritanniens rikaste tonåring, med en förmögenhet på cirka 270 miljoner kronor, tills han 2009 fyllde 20. Vid 25 års ålder hade han en förmögenhet på cirka 935 miljoner kronor.

## Filmografi
| År        | Titel                                   | Roll                       | Noteringar |
| --------- | --------------------------------------- | -------------------------- | --- |
| 1999      | David Copperfield                       | David Copperfield          | TV-film |
| 2001      | Skräddaren i Panama                     | Mark Pendel                | |
| 2001      | Harry Potter och de vises sten          | Harry Potter               | Hollywood Women's Press Club för Male Youth Discovery of the Year |
| 2002      | Harry Potter och Hemligheternas kammare | Harry Potter               | |
| 2004      | Harry Potter och fången från Azkaban    | Harry Potter               | |
| 2005      | Harry Potter och den flammande bägaren  | Harry Potter               | |
| 2007      | Harry Potter och Fenixorden             | Harry Potter               | National Movie Awards för Best Male Performance |
| 2007      | December Boys                           | Maps                       | |
| 2007      | My Boy Jack                             | Jack Kipling               | TV-film |
| 2009      | Harry Potter och Halvblodsprinsen       | Harry Potter               | |
| 2010      | Harry Potter och dödsrelikerna – Del 1  | Harry Potter               | Teen Choice Awards för Choice Movie: Liplock (tillsammans med Emma Watson) |
| 2011      | Harry Potter och dödsrelikerna – Del 2  | Harry Potter               | Scream Awards för Best Fantasy Actor Teen Choice Awards för Choice Summer Movie Star: Male People's Choice Awards för Favorite Ensemble Movie Cast MTV Movie Awards för Best Cast (tillsammans med Emma Watson, Rupert Grint och Tom Felton) MTV Movie Awards för Best Hero |
| 2012      | The Woman in Black                      | Arthur Kipps               | |
| 2012–2013 | A Young Doctor's Notebook               | Unge Dr. Vladimir Bomgard  | Miniserie |
| 2013      | Kill Your Darlings                      | Allen Ginsberg             | |
| 2013      | Horns                                   | Ig Perrish                 | |
| 2013      | What If                                 | Wallace                    | |
| 2015      | Trainwreck                              | The Dog Walker             | |
| 2015      | Victor Frankenstein                     | Igor                       | |
| 2016      | Now You See Me: The Second Act          | Walter Mabry               | |
| 2016      | Swiss Army Man                          | Cliff                      | |
| 2016      | Imperium                                | Nate Foster                | |
| 2017      | Jungle                                  | Yossi Ghinsberg            | |
| 2018      | Beast of Burden                         | Sean Haggerty              | |
| 2019      | Playmobil-filmen                        | Rex Dasher                 | Röst |
| 2019      | Guns Akimbo                             | Miles Lee Harris           | |
| 2019–     | Miracle Workers                         |                            | TV-serie |
| 2020      | Escape from Pretoria                    | Tim Jenkin                 | |
| 2022      | The Lost City                           | Abigail Fairfax            | |
| 2022      | Weird: The Al Yankovic Story            | Alfred "Weird Al" Yankovic | |

### Teater
| År              | Titel                                            | Roll                | Teater                              | Noteringar |
| --------------- | ------------------------------------------------ | ------------------- | ----------------------------------- | --- |
| 2002            | The Play What I Wrote                            | Gäst                | Wyndham's Theatre                   | |
| 2007, 2008–2009 | Equus                                            | Alan Strang         | Gielgud Theatre, Broadhurst Theatre | Broadway.com Audience Award för Favorite Leading Actor in a Broadway Play samt Favorite Breakthrough Performance                |
| 2011–2012       | How to Succeed in Business Without Really Trying | J. Pierrepont Finch | Al Hirschfeld Theatre               | Broadway.com Audience Award för Favorite Actor in a Broadway Play samt Favorite Onstage Pair (tillsammans med John Larroquette) |
| 2013            | The Cripple of Inishmaan                         | Billy Claven        | Noël Coward Theatre                 | |